# Paola Borboni
Paola Borboni, all'anagrafe Paolina (Golese, 1º gennaio 1900 – Bodio Lomnago, 9 aprile 1995), è stata un'attrice italiana, una delle presenze storiche del teatro italiano, con una carriera lunghissima, cominciata nel 1916 e conclusasi nel 1994, pochi mesi prima della sua morte. Ha partecipato anche a molti film, ha lavorato in radio ed è comparsa spesso in televisione, ma il suo vero mondo era il teatro, come lei stessa ha sempre ammesso.

## Biografia
Nacque nel quartiere Golese di Parma, che all'epoca costituiva un comune, da Giuseppe Borboni, impresario teatrale, e Gemma Paris, ricchissima ereditiera parmense, il primo giorno del 1900, una data particolare che la portava tra ironia e compiacimento a definirsi "la prima attrice del secolo". Donna dall'ego potente, di mente vivacissima e di spirito libero, la Borboni può essere considerata, per il suo essere tutt'uno con il teatro e il recitare, il contraltare femminile di Vittorio Gassman, che peraltro era di oltre vent'anni più giovane. Nel 1916 esordisce a Lodi nella commedia dei fratelli Quintero Il fiore della vita per lei appositamente allestita dal padre impresario lirico. L'anno successivo, dopo aver frequentato i corsi di recitazione tenuti da Teresa Boetti Valvassura, entra ufficialmente in arte nella compagnia di Alfredo De Sanctis nel dramma di Salomon Asch Dio della vendetta. Nel 1918 partecipa al suo primo film, Jacopo Ortis.
Dopo avere recitato un anno nella compagnia di Helena Wnorowska diretta da R. Calò, nel 1920 è con Irma Gramatica e durante la malattia dell'illustre attrice sostiene il ruolo di primadonna. Dal 1921 al 1930 è prima attrice accanto ad Armando Falconi: sono di questo periodo i trionfi in Diana al bagno, Alga Marina (dove recitò a seno scoperto, primo nudo teatrale in Italia) e il primo incontro con il teatro di Pirandello come Gasparina in Ma non è una cosa seria. Nel 1930-1931 è in società con Lupi e Pescatori e, nel 1932-1934, primattrice con Ruggero Ruggeri. Nel 1935 intraprende il capocomicato con Piero Carnabuci, per poi tornare nel 1940 con Ruggeri, dopo aver interpretato la rivista di Michele Galdieri Mani in tasca naso al vento, accanto a Odoardo Spadaro.

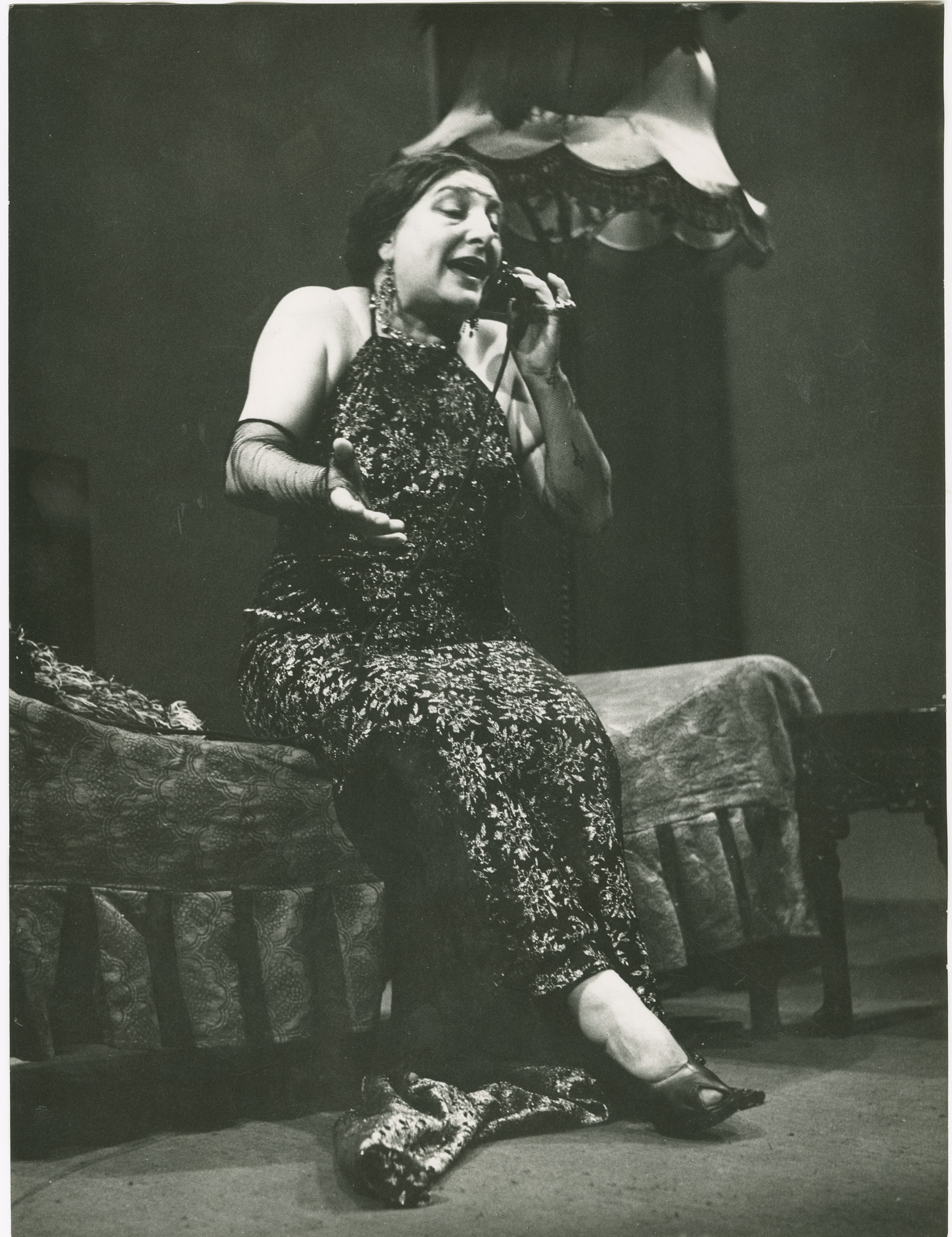
Paola Borboni durante il monologo La formica di Carlo Terron nel 1958

Del 1942 è la memorabile interpretazione in La vita che ti diedi al Teatro Università di Roma, dove raccolse uno straordinario consenso di pubblico e di critica, proponendo coraggiosamente un'opera di Pirandello scritta per Eleonora Duse, criticata dalla stessa attrice e quindi ritirata dall'autore (fu messa in scena nel 1923 con scarso successo da Alda Borelli e mai più riproposta da nessun attore). Nel 1943 fonda la Compagnia pirandelliana Paola Borboni, e nel 1945 la Compagnia del Dramma insieme a Salvo Randone. Nel 1947 è a capo di una nuova compagnia pirandelliana Picasso-Borboni. Nel 1954 le viene assegnato il premio San Genesio per La morale della signora Dulka; nello stesso anno si rivela grande monologhista inventando di fatto un genere teatrale nuovo e segnando una tappa importante nella storia del teatro del Novecento italiano, pur riallacciandosi alla tradizione di Ermete Novelli.
Paola Borboni inizia nel 1942 a studiare la possibilità di questo esperimento ma è soltanto nel 1952 che interpreta per la prima volta al Teatro Valle di Roma, dopo una novità in tre atti, Donne brutte di Saitta. La mancanza di testi adatti a questo genere provocarono l'attività di numerosi scrittori che realizzarono per la Borboni testi teatrali brevi ma di forte intensità. Il progetto dell'attrice prevedeva la messa in scena di sette recital formati da cinque testi ognuno, riuscendo però nell'intento solo per cinque (a cui va aggiunto un recital senza titolo, con brani scelti tra quelli di maggior successo). 
- Primo recital, 1954, Teatro dei Commedianti di Roma, Le Madri; testi di Alvaro, Bacchelli, Landi, Pirandello, Savinio.
- Secondo recital, 1958, Teatro Gerolamo di Milano, Donne al crepuscolo; testi di Bacchelli, Buzzati, Terron, Landi, Pirandello, Nicolaj.
- Terzo recital, 1959, Teatro Gerolamo di Milano, Fantasia in nero - Le vedove; testi di Bacchelli, Buzzati, Lanza, Terron, Nicolaj.
- Quarto recital, 1962, Palazzo Durini di Milano, Eva per Eva; testi di Terron, Bacchelli, Nicolaj, Landi, Pirandello, Galeazzi.
- Quinto recital, 1968, Teatro Conventino di Mentana, Recital spaziale; testi di Bacchelli, Landi, Pirandello, Nicolaj, D'Asaro, Terron.

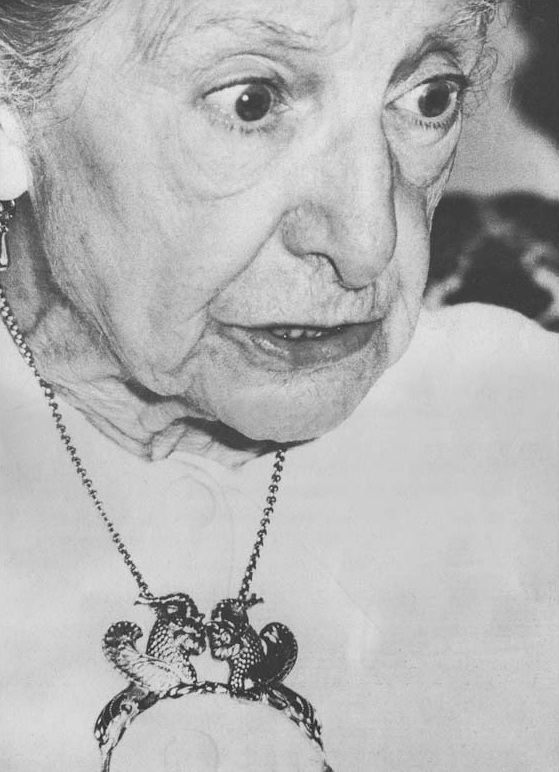
Paola Borboni nel 1982

Di questi cinque recital restano come preziosa testimonianza due dischi fonografici, incisi dalla Borboni nel 1959-1960. Il poeta Mario Luzi nel 1992 scrive per la Borboni il monologo Paola la commediante: il testo doveva essere rappresentato al Festival dei Due Mondi di Spoleto, ma l'attrice, per varie ragioni, non riuscì mai a portare l'opera in scena. Ma la sua grande passione è Pirandello, che recita per sei anni, in tre diverse compagnie, finanziandone una, fra l'altro, con i proventi di una rivista (Mani in tasca e naso al vento di Michele Galdieri, in scena nel 1939, con Odoardo Spadaro), e a Pirandello è tornata fino alla fine, con Io e Pirandello della stagione 1991-1992 e l'ultimo Berretto a sonagli del 1994. Paola Borboni ha calcato tutte le scene d'Italia ed è stata attrice assolutamente completa:
- dal genere brillante, che non abbandonò mai, per una ragione o per un'altra (Ciao, Rudy di Garinei e Giovannini nel 1972, un cabaret intitolato Io, Paola Borboni, nel 1975, con il giovane Bruno Vilar che aveva sposato nel 1972).
- alla tragedia (Eschilo, Shakespeare - il cui Re Lear tornerà a interpretare nel 1985 nella parte del re; Lorca, la Clitemnestra di Yourcenar nel 1988).
- al teatro di piazza (il carro di Tespi del 1937);
- ai drammaturghi stranieri presentati in Italia fra gli anni cinquanta e i sessanta (Bertolt Brecht, Harold Pinter, Samuel Beckett, Eugène Ionesco).
- alla poesia recitata, che negli anni ottanta la vide, tra gli altri, protagonista della Notte dei Poeti nel suggestivo scenario del teatro romano di Nora.
- alla regia teatrale (tra gli altri lavori La morale della signora Dulska, vincitore del premio San Genesio per la protagonista e regista Paola Borboni, e Lina Cavalieri story di Margiotta e Jesurum).

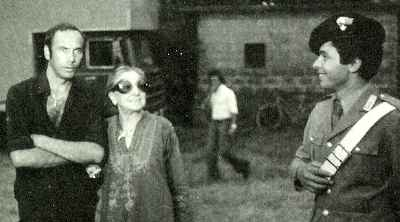
Paola Borboni in compagnia del marito Bruno Vilar

Il 18 dicembre 1972 sposò Bruno Vilar, poeta e attore di quarantadue anni più giovane. Il 23 giugno 1978 ebbero un incidente d'auto, in seguito al quale Vilar morì a soli 36 anni e lei fu costretta alle stampelle a vita senza dover però diradare la sua brillante carriera artistica.
Paola Borboni morì il 9 aprile 1995, in una casa di riposo a Bodio Lomnago, colpita da ictus. È sepolta a Parma, al cimitero della Villetta all'ingresso del reparto San Pellegrino, nella tomba di famiglia con le sorelle Anna (1901-1982) ed Elena (1904-1984), unitamente al vecchio zio Giuseppe.

## Attività cinematografica
Paola Borboni fu attiva anche sugli schermi cinematografici, con oltre 70 film all'attivo dal 1918 al 1990, tra i quali dichiarò sempre di ricordare con piacere soltanto: La locandiera (1944) di Luigi Chiarini, Gelosia (1953) di Pietro Germi, I vitelloni (1953) di Federico Fellini e Per grazia ricevuta (1970) di Nino Manfredi. Interpretò inoltre la spassosissima marchesa nel film culto Occhio, malocchio, prezzemolo e finocchio (1983) di Sergio Martino.

## Attività televisiva
La Borboni recitò in alcuni sceneggiati televisivi Rai a partire dagli anni cinquanta. Fu inoltre la prima e unica persona che riuscì a far parlare il pappagallo della popolare trasmissione televisiva Portobello di Enzo Tortora, nel gennaio del 1982. Il celebre momento viene riprodotto nella fiction Il caso Enzo Tortora - Dove eravamo rimasti? del 2012, diretta da Ricky Tognazzi.

## Attività musicale
Borboni incise alcuni dischi dove recita poesie e monologhi. Tra i titoli il 45 giri Pianto d'avorio, recitato con il marito Bruno Vilar, i 33 giri Bellezza per vivere/Inaugurazione e La vedova nera/Minerva tradita nel sonno.

## Archivio
Nel 2015 il museo del cinema dell'Aquila ha acquisito il fondo Durigon dedicato a Paola Borboni, contenente rassegna stampa con oltre 1 000 articoli, centinaia di foto, documenti vari inerenti alla vita artistica dell'attrice.

## Filmografia

### Cinema

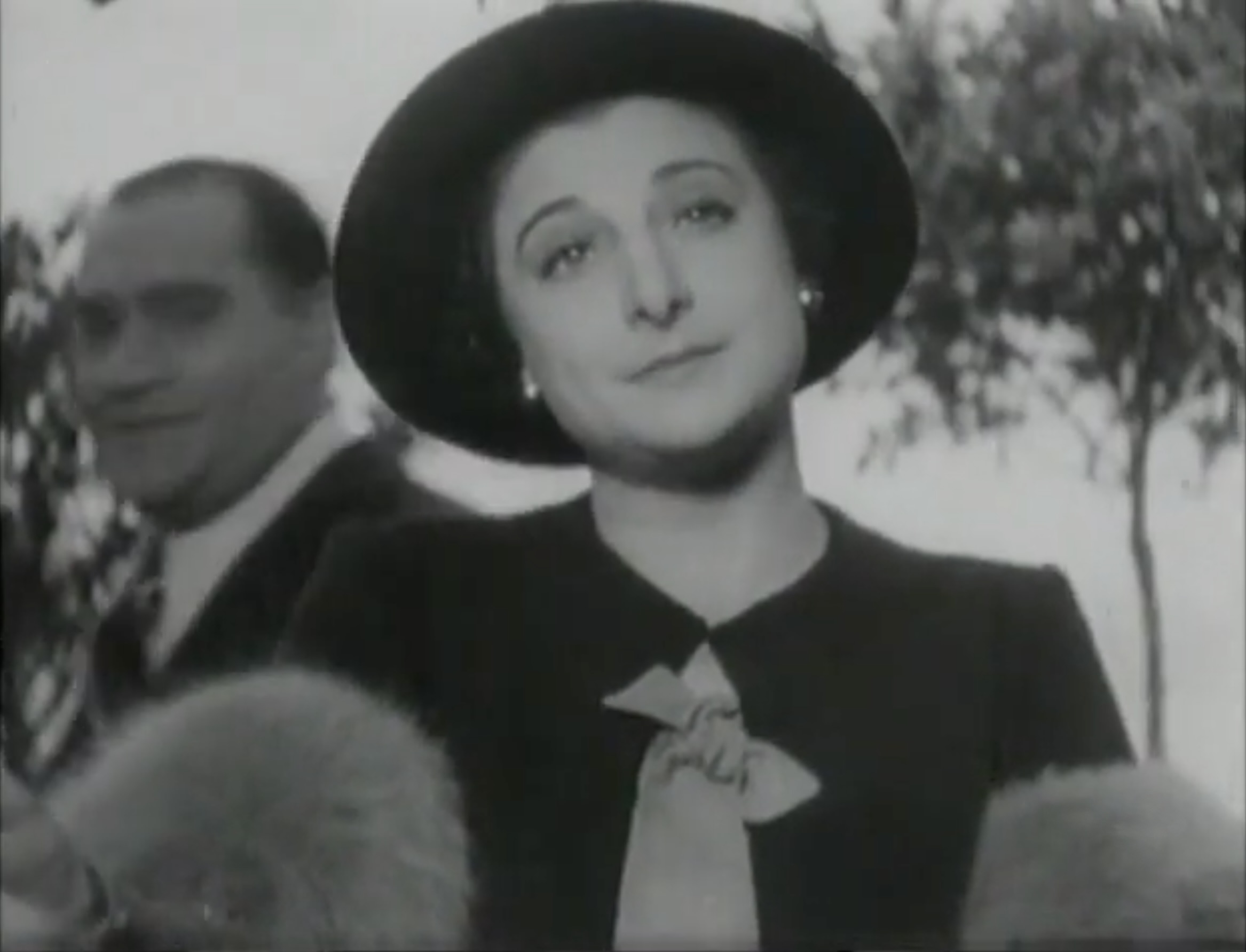
Paola Borboni in L'uomo che sorride (1936)

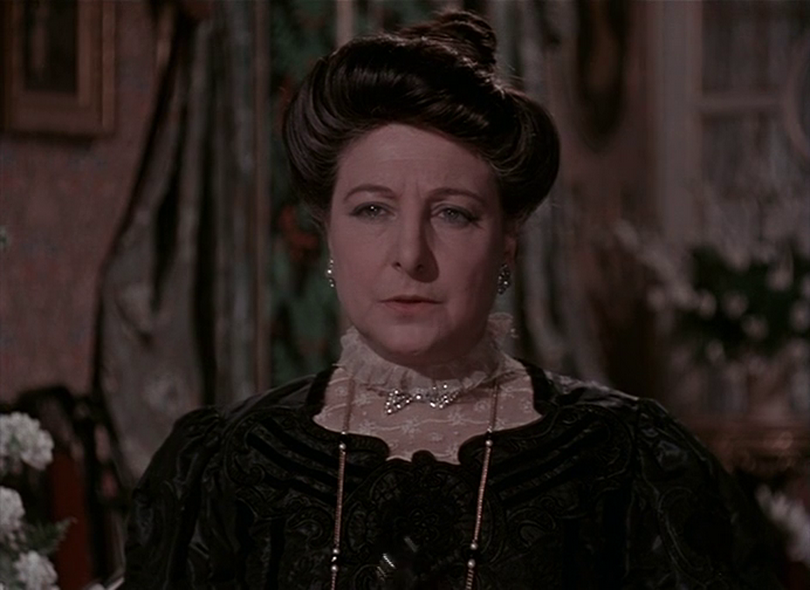
Paola Borboni in Amori di mezzo secolo (1954)

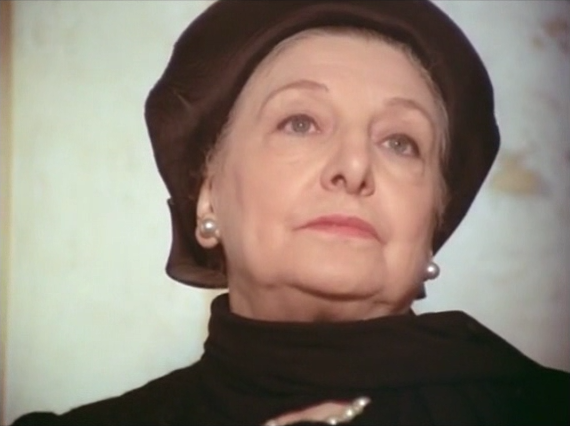
Paola Borboni in Per grazia ricevuta (1971)

- Jacopo Ortis, regia di Giuseppe Sterni (1918)
- Il furto del sentimento, regia di Giuseppe Guarino (1919)
- Il bacio di un re, regia di Giuseppe Guarino (1919)
- Gli artigli d'acciaio, regia di Giuseppe Guarino (1920)
- Il principe idiota, regia di Eugenio Perego (1920)
- Sinfonia pastorale, regia di Giuseppe Sterni (1921)
- L'ora della morte, regia di Giuseppe Sterni (1921)
- L'uomo che sorride, regia di Mario Mattoli (1936)
- Lo smemorato, regia di Gennaro Righelli (1936)
- Vivere!, regia di Guido Brignone (1937)
- Ho perduto mio marito, regia di Enrico Guazzoni (1937)
- Nina, non far la stupida, regia di Nunzio Malasomma (1938)
- Ricchezza senza domani, regia di Ferdinando Maria Poggioli (1940)
- Il sogno di tutti, regia di Oreste Biancoli (1941)
- Giorno di nozze, regia di Raffaello Matarazzo (1942)
- Il nemico, regia di Guglielmo Giannini (1943)
- Il birichino di papà, regia di Raffaello Matarazzo (1943)
- L'avventura di Annabella, regia di Leo Menardi (1943)
- La vita torna, regia di Pier Luigi Faraldo (1943)
- Il viaggio del signor Perrichon, regia di Paolo Moffa (1943)
- Una piccola moglie, regia di Giorgio Bianchi (1943)
- Sorelle Materassi, regia di Ferdinando Maria Poggioli (1944)
- La locandiera, regia di Luigi Chiarini (1944)
- Finalmente sì, regia di László Kish (1944)
- Il ventesimo duca, regia di Lucio De Caro (1945)
- La freccia nel fianco, regia di Alberto Lattuada (1945)
- La resa di Titì, regia di Giorgio Bianchi (1945)
- Non canto più, regia di Riccardo Freda (1945)
- Le modelle di via Margutta, regia di Giuseppe Maria Scotese (1946)
- Canzone di primavera, regia di Mario Costa (1950)
- Cavalcata d'eroi, regia di Mario Costa (1950)
- È più facile che un cammello..., regia di Luigi Zampa (1950)
- Ultimo perdono, regia di Renato Polselli (1952)
- Città canora, regia di Mario Costa (1952)
- Ai margini della metropoli, regia di Carlo Lizzani (1952)
- Roma ore 11, regia di Giuseppe De Santis (1952)
- Siamo ricchi e poveri, regia di Siro Marcellini (1953)
- Lulù, regia di Fernando Cerchio (1953)
- Il bacio dell'Aurora, regia di Gianfranco Parolini (1953)
- Gli uomini, che mascalzoni!, regia di Glauco Pellegrini (1953)
- Gelosia, regia di Pietro Germi (1953)
- Condannatelo!, regia di Luigi Capuano (1953)
- I vitelloni, regia di Federico Fellini (1953)
- Vacanze romane, regia di William Wyler (1953)
- Terza liceo, regia di Luciano Emmer (1954)
- Casta Diva, regia di Carmine Gallone (1954)
- Mamma, perdonami!, regia di Giuseppe Vari (1954)
- François il contrabbandiere, regia di Gianfranco Parolini (1954)
- Amori di mezzo secolo, episodio L'amore romantico, regia di Glauco Pellegrini (1954)
- Santarellina, regia di Yves Allégret (1954)
- Il caso Maurizius, regia di Julien Duvivier (1954)
- I cavalieri della regina, regia di Mauro Bolognini (1954)
- Rosso e nero, regia di Domenico Paolella (1955)
- Gli anni che non ritornano, regia di Yves Allégret (1955)
- Mi permette, babbo!, regia di Mario Bonnard (1956)
- L'oro di Roma, regia di Carlo Lizzani (1961)
- Ménage all'italiana, regia di Franco Indovina (1965)
- La ragazzola, regia di Giuseppe Orlandini (1965)
- I complessi, episodio Il complesso della schiava nubiana, regia di Franco Rossi (1965)
- Una vergine per il principe, regia di Pasquale Festa Campanile (1966)
- Arabella, regia di Mauro Bolognini (1967)
- Colpo grosso alla napoletana (The Biggest Bundle of Them All), regia di Ken Annakin (1968)
- Quando le donne avevano la coda, regia di Pasquale Festa Campanile (1970)
- Per grazia ricevuta, regia di Nino Manfredi (1971)
- Le belve, regia di Giovanni Grimaldi (1971)
- All'ovest di Sacramento, regia di Federico Chentrens (1971)
- Non è mai troppo tardi, episodio di Sessomatto, regia di Dino Risi (1973)
- Bello come un arcangelo, regia di Alfredo Giannetti (1974)
- Paolo Barca, maestro elementare, praticamente nudista, regia di Flavio Mogherini (1975)
- Nerone, regia di Mario Castellacci e Pier Francesco Pingitore (1977)
- L'albero della maldicenza, regia di Giacinto Bonacquisti (1979)
- Il vizietto II, regia di Édouard Molinaro (1980)
- La storia vera della signora dalle camelie, regia di Mauro Bolognini (1981)
- Più bello di così si muore, regia di Pasquale Festa Campanile (1982)
- Yes, Giorgio, regia di Franklin J. Schaffner (1982)
- Cicciabomba, regia di Umberto Lenzi (1982)
- Occhio, malocchio, prezzemolo e finocchio, regia di Sergio Martino (1983)
- Blue Dolphin - L'avventura continua, regia di Giorgio Moser (1990)

### Televisione
- Piccolo mondo antico, regia di Silverio Blasi, sceneggiato televisivo (Programma Nazionale, 1957)
- Il romanzo di un maestro, sceneggiato televisivo (Programma Nazionale, 1959)
- Al calar del sipario (1965)
- Johnny Sera, regia di Eros Macchi – programma televisivo condotto da Johnny Dorelli (1966)
- Nero Wolfe di Rex Stout, regia di Giuliana Berlinguer – miniserie TV, episodio 1x04 (1969)
- Il commissario De Vincenzi – serie TV, episodio 2x02 (1977)

## Prosa televisiva Rai
- Cesare e Cleopatra, regia di Franco Enriquez, trasmessa il 25 maggio 1956.
- Lumie di Sicilia di Luigi Pirandello, regia di Silverio Blasi, trasmessa il 23 giugno 1957.
- Milizia territoriale di Aldo De Benedetti, regia di Claudio Fino, trasmessa il 15 gennaio 1960.
- La nostra pelle di Sabatino Lopez, regia di Edmo Fenoglio, trasmessa dal Programma Nazionale il 28 ottobre 1960.
- Le nozze difficili di Vitaliano Brancati, regia di Aldo Grimaldi, trasmessa dal Canale 1 il 21 giugno 1977.

## Prosa radiofonica Eiar
- La vita che ti diedi, commedia di Luigi Pirandello, con Paola Borboni, Elena Zareschi, Carlo Minello, regia di Nino Meloni, trasmessa il 17 marzo 1942.

## Doppiatrici
Nonostante fosse italiana, in alcuni dei suoi film Paola Borboni fu doppiata da:
- Giovanna Scotto in La vita torna, Cavalcata d'eroi, Canzone di primavera, Città canora, Lulù, Gelosia
- Laura Carli in I complessi, Una vergine per il principe
- Tina Lattanzi in Non canto più
- Maria Saccenti in Ai margini della metropoli
- Dora Calindri in Roma ore 11
- Giusi Raspani Dandolo in I vitelloni
- Franca Dominici in Casta Diva
- Wanda Tettoni in Mi permette, babbo!
- Lydia Simoneschi in L'oro di Roma
- Pina Cei in Per grazia ricevuta
- Ferruccio Amendola in Bello come un arcangelo